# Isla de Montehano

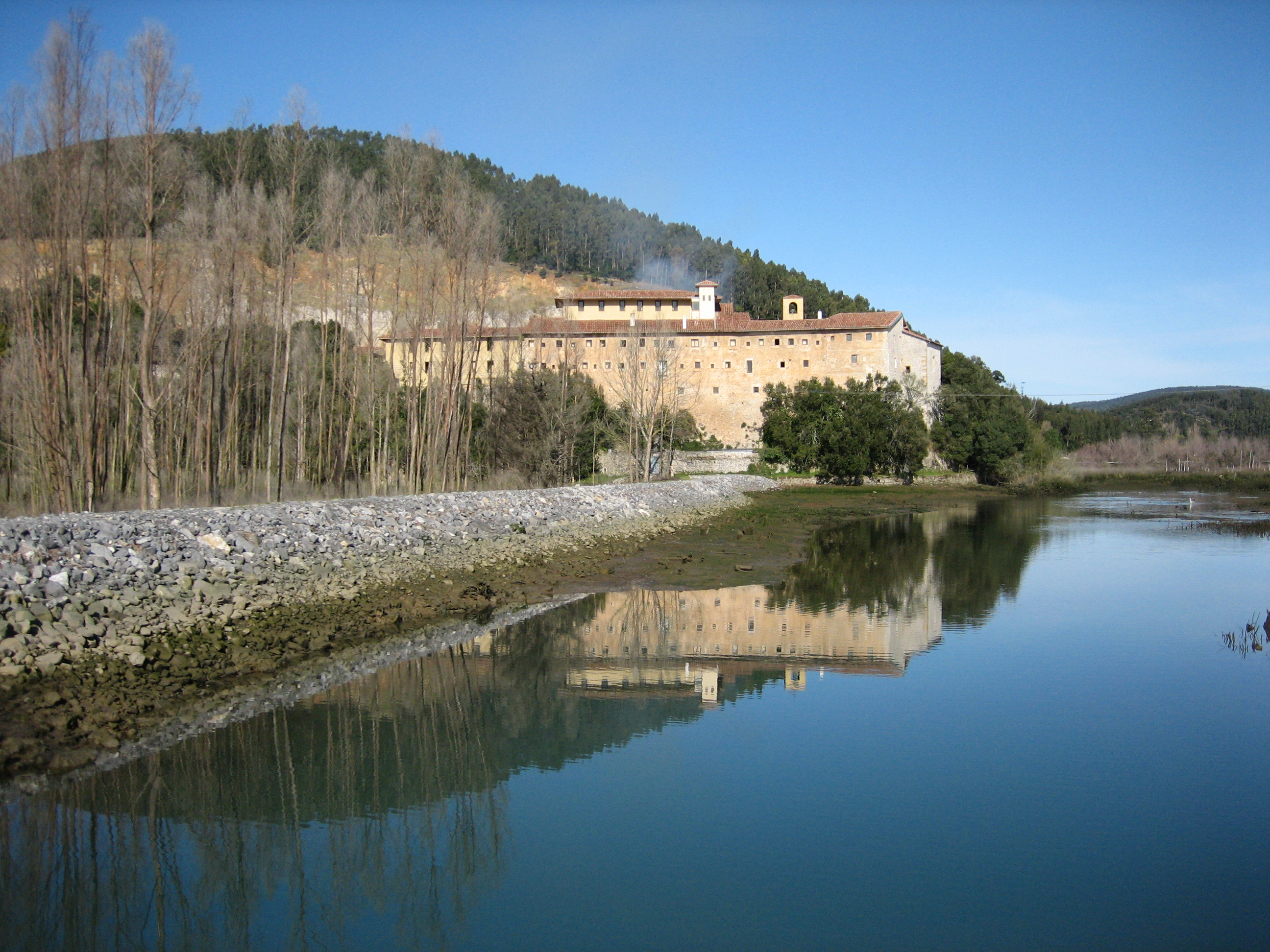
La antigua isla de Montehano, con su monasterio capuchino.

La isla de Montehano, Montehanu, Montejano o Montejanu es una antigua isla española en Cantabria, municipio de Escalante; hoy en día está unida a tierra firme por el norte, a través de un istmo de tierra baja muy húmeda cubierta de praderas naturales y junqueras encharcadas. Se localiza en el Canal de Hano (pronunciado Janu por los locales), en plena reserva natural de las Marismas de Santoña, siendo bordeada por éstas por todas sus partes menos por el norte. 
Posee una aguda y destacada forma piramidal que alcanza los 186 metros de altitud y que sobresale mucho en medio del paisaje llano y marismeño donde se asienta.
Conserva un convento capuchino, el Convento de San Sebastián de Hano y dos canteras de piedra en su parte sur. Está completamente cubierto de eucaliptos, que forman una selva casi impenetrable.
Los abades de Montehano enviaron frailes al antiguo priorato de Santiago de Ermelo, en el municipio pontevedrés de Bueu, lo que contribuyó a que el apellido 'Montejano' sea hoy uno de los más comunes de ese municipio gallego.[cita requerida]
- Datos: Q9009764